# 顶果膜蕨
顶果膜蕨（学名：Hymenophyllum khasianum）为膜蕨科膜蕨属下的一个种。